# Himberg
Himberg is een gemeente in de Oostenrijkse deelstaat Neder-Oostenrijk, gelegen in het district Bruck an der Leitha. De gemeente heeft ongeveer 5400 inwoners.

## Geografie
Himberg heeft een oppervlakte van 47,63 km². Het ligt in het noordoosten van het land, vlak bij de hoofdstad Wenen.

## Districtsindeling
Van 1954 tot 31 december 2016 maakte de gemeente deel uit van het district Wien-Umgebung (WU). Dit politieke district werd per 1 januari 2017 opgeheven. Sinds 1 januari 2017 hoort de gemeente bij het district Bruck an der Leitha (BL).

In Himberg ligt de Colony Golf Club Gutenhof op landgoed Gutenhof.
Ebergassing · Fischamend · Gablitz · Gerasdorf bei Wien · Gramatneusiedl · Himberg · Klein-Neusiedl · Klosterneuburg · Lanzendorf · Leopoldsdorf · Maria Lanzendorf · Mauerbach · Moosbrunn · Pressbaum · Purkersdorf · Rauchenwarth · Schwadorf · Schwechat · Tullnerbach · Wolfsgraben · Zwölfaxing
- Gemeinsame Normdatei: 4408698-2
- Library of Congress Control Number: n91031207
- Nationale Bibliotheek van Israël: 987007567662805171
- Virtual International Authority File: 132661197